# 池田薫彰
池田 薫彰（いけだ てるあき）は、江戸時代前期の大名。播磨国新宮藩3代藩主。下間系池田家3代。

## 略歴
池田重政の次男。
慶安4年（1651年）に父が死去したため、翌承応元年（1652年）に家督を継いだ。寛文3年（1663年）1月30日に31歳で死去した。

## 系譜
- 父：池田重政（1603-1651）
- 母：不詳
- 正室：戸川正安の娘
  - 長男：池田邦照（1658-1670）
  - 次男：池田重教（1660-1695）
- 継室：加藤明成の娘